# Little Richard (album)
| Recensione   | Giudizio |
| ------------ | -------- |
| AllMusic     | link     |
| Sputnikmusic | [ 1 ]    |

Little Richard è il secondo album del cantante statunitense omonimo, pubblicato nel luglio 1958.
La traccia d'apertura del lato due Good Golly, Miss Molly, è stata classificata al 94º posto dalla rivista Rolling Stone nella classifica delle 500 più belle canzoni di tutti i tempi.

## Tracce
Lato 1
1. Keep a Knockin' (Penniman)
2. By the Light of the Silvery Moon (testo: Madden - musica: Edwards)
3. Send Me Some Lovin' (Marascalco, Price)
4. Boo Hoo Hoo Hoo (Penniman)
5. Heeby-Jeebies (Jackson, Marascalco)
6. All Around the World (Blackwell, Millet)

Lato 2
1. Good Golly, Miss Molly (Marascalco, Blackwell)
2. Baby Face (testo: Davis - musica: Akst)
3. Hey-Hey-Hey-Hey (Penniman)
4. Ooh! My Soul (Penniman)
5. The Girl Can't Help It (Troup)
6. Lucille (Collins, Penniman)

## Formazione
- Little Richard - voce, pianoforte
- Edgar Blanchard - chitarra
- Justin Adams - chitarra
- Roy Montrell - chitarra
- Nathaniel Douglas - chitarra
- Frank Fields - basso
- Olsie Robinson - basso
- Lee Allen - sassofono tenore
- Clifford Burks - sassofono tenore
- Lee Diamond - sassofono tenore
- Grady Gaines - sassofono tenore
- Alvin Tyler - sassofono baritono
- Jewell Grant - sassofono baritono
- Earl Palmer - batteria
- Charles Connor - batteria